# Hjalgrím Elttør
Hjalgrím Elttør (ur. 3 marca 1983 w Klaksvíku) – farerski piłkarz grający obecnie na pozycji napastnika w klubie najwyższej ligi Wysp Owczych KÍ Klaksvík, którego jest wychowankiem. Przez jeden sezon Elttør grał w Danii, a oprócz tego w trzech różnych klubach na Wyspach (KÍ, NSÍ, B36).
Jednocześnie Elttør jest graczem farerskiej reprezentacji, w której zadebiutował w 2007 roku.
Znany jest z umiejętności oddawania zaskakujących strzałów z różnych pozycji na boisku.